# Viktor Kassai
Viktor Kassai (Tatabánya, 10 de setembre de 1975) és un exàrbitre de futbol hongarès. Kassai va ser àrbitre internacional FIFA des de 2003 fins a la seva retirada el 2019. Fou seleccionat per a arbitrar alguns partits de la Copa del Món de Futbol de 2010.